# Tjaerd van Aylva
Tjaerd van Aylva (Rinsumageest, 12 juli 1647 - aldaar, 23 maart 1715) was een Nederlands bestuurder.

## Biografie
Van Aylva was een zoon van Sjoerd van Aylva (1616-1679), grietman van Dantumadeel, en Juliana van Mouderick (ca.1623-1670). Tjaerd was lid van de familie Van Aylva.  Van Aylva volgde in 1666 zijn vader op als grietman van Dantumadeel. Om verder onbekende reden werd tegen hem in 1695 proces opgemaakt.
Van Aylva bewoonde de Melkema State te Rinsumageest. Daarnaast erfde hij van zijn vader veengebieden rond Bakkeveen. Hier legde hij langs de Bakkeveensche Vaart wegen aan en bruggen over deze vaart. In Bakkeveen stichtte hij het Blauwhuis waarvan de Slotplaats als later gebouwd bijgebouw nog resteert. De planologische opzet van het dorp van zijn hand is nog steeds enigszins herkenbaar. Naar hem is in Bakkeveen ook de straatnaam "Tjaerdlân" genoemd. Het bezit in Bakkeveen liet hij na aan zijn broer, Epe van Aylva, welke grietman van Kollumerland en Nieuwkruisland was.
Van Aylva werd als grietman van Dantumadeel opgevolgd door Georg Wolfgang thoe Schwartzenberg en Hohenlansberg, een kleinzoon van zijn vrouw.

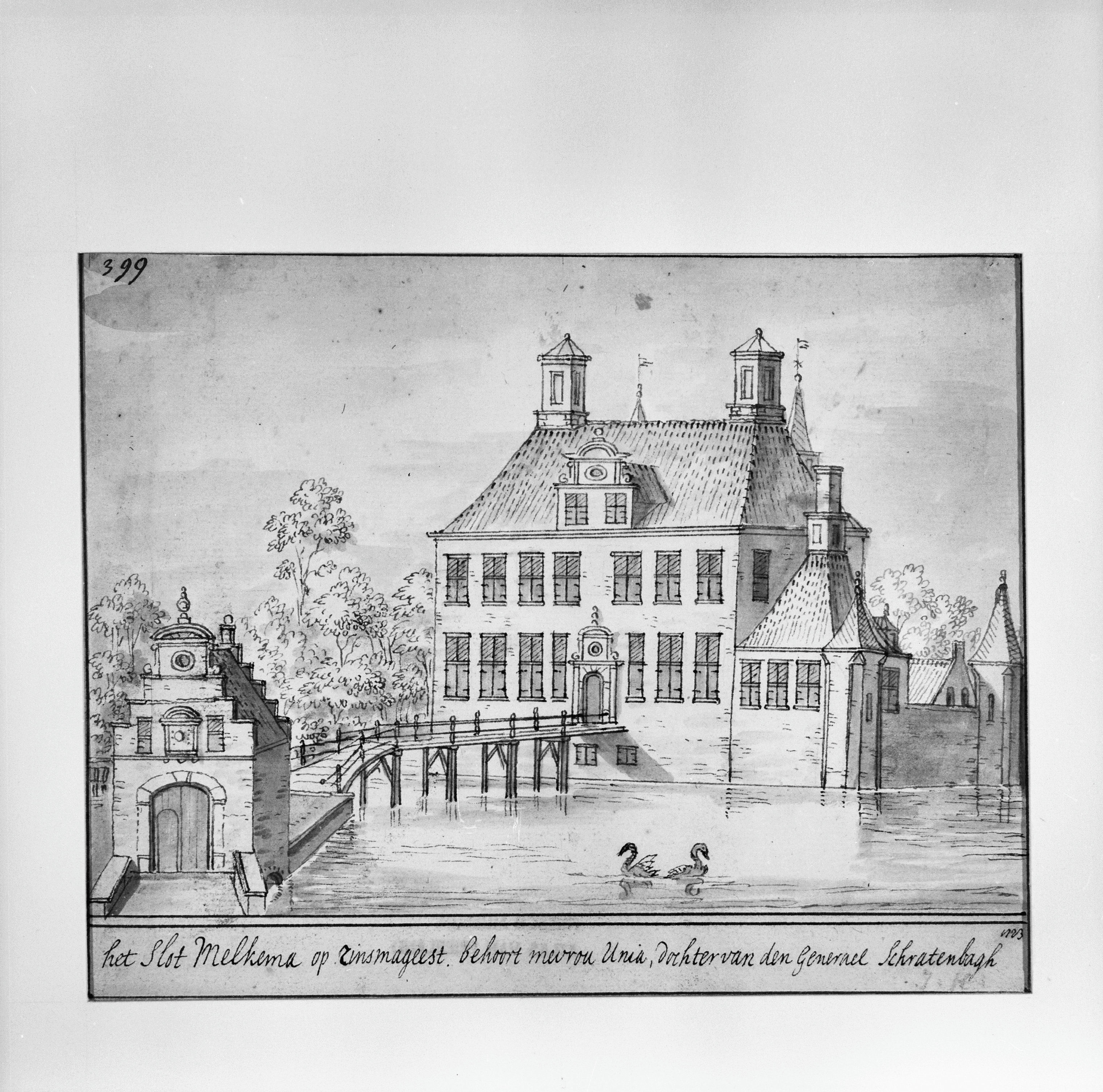
De Melkema State op een tekening van Jacobus Stellingwerff uit 1723.
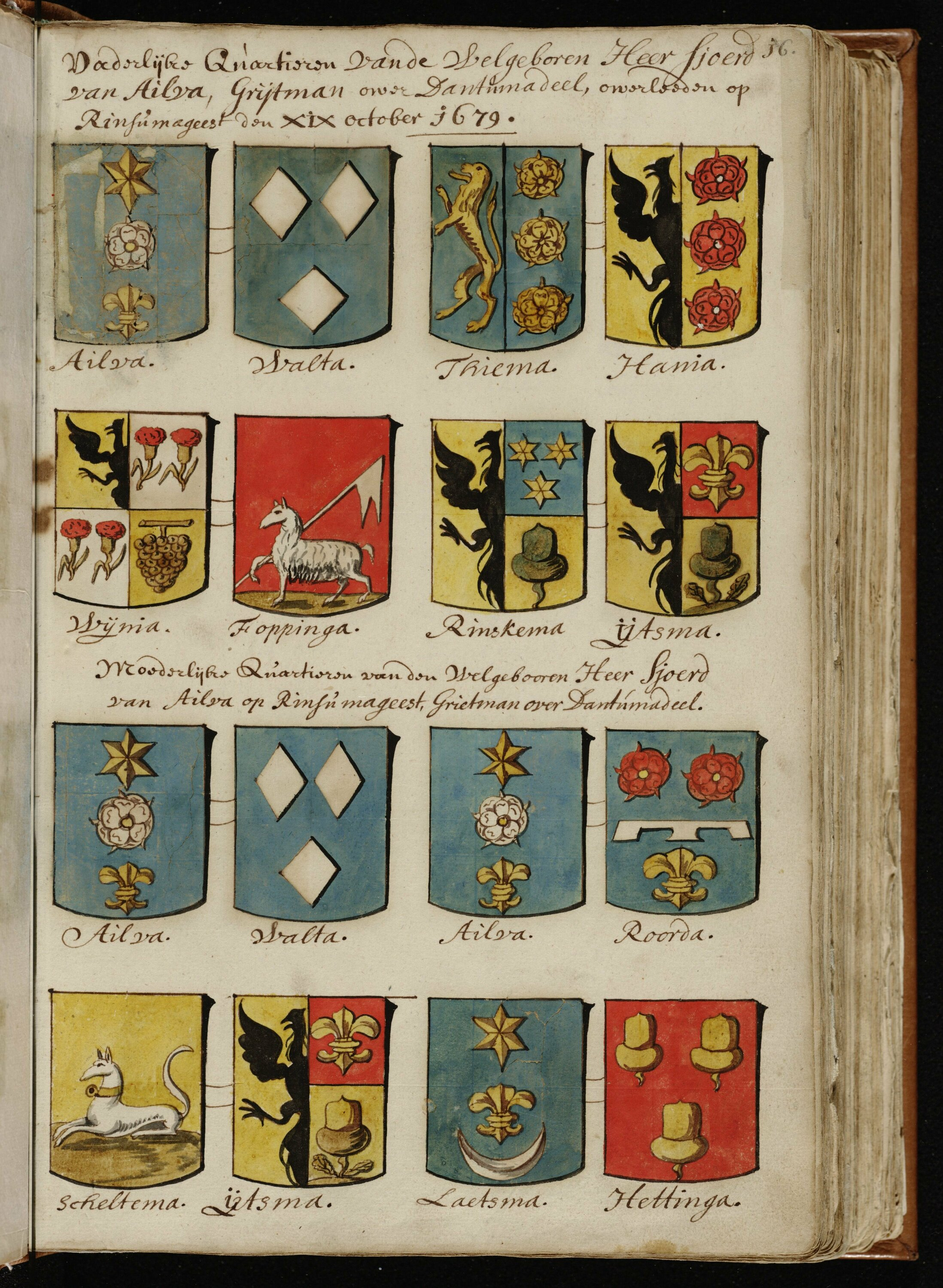
Kwartieren van Tjaerds vader in het wapenboek van Gerrit Hesman.
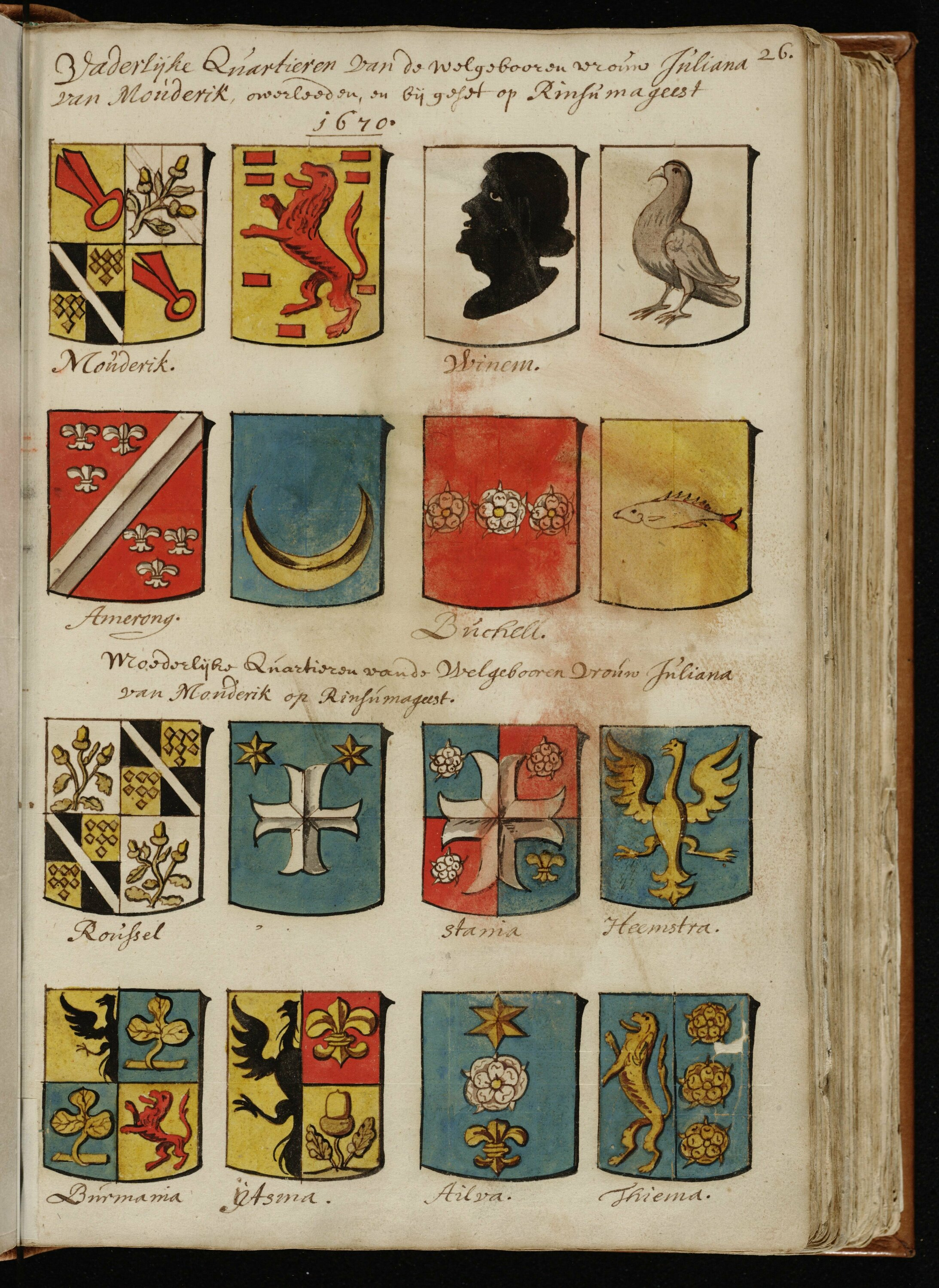
Kwartieren van Tjaerds moeder in het wapenboek van Gerrit Hesman.

## Huwelijk en kinderen
Van Aylva trouwde in 1675 met Helena Maria thoe Schwartzenberg en Hohenlansberg (1646-1682), dochter van Wilco Holdinga thoe Schwartzenberg en Hohenlansberg en Jannetta Tjarda van Starkenborgh. Helena Maria was eerder getrouwd met George Wilco thoe Schwartzenberg en Hohenlansberg, grietman van Oostdongeradeel. Tjaerd van Aylva en Helena Maria thoe Schwartzenberg en Hohenlansberg kregen drie kinderen:
- George Wolfgang van Aylva (*1679).
- Juliana van Aylva (†1682).
- Rixtyna van Aylva (†1682).